# Daniele Moretti (calciatore)
Daniele Moretti (Roma, 21 agosto 1971) è un dirigente sportivo, allenatore di calcio ed ex calciatore italiano, di ruolo centrocampista.

## Caratteristiche tecniche
Centrocampista con spiccate attitudini offensive, ha iniziato la carriera come trequartista; a causa del fisico esile ha successivamente arretrato la propria posizione in centrocampista centrale con compiti di regia, mantenendo comunque la propensione al gioco d'attacco e alla giocata spettacolare. Nelle sue stagioni a Piacenza si è distinto come uomo-assist per i compagni d'attacco (soprattutto Antonio De Vitis), compensando così il ridotto numero di reti messe a segno.

## Carriera
Cresce nel vivaio della Pro Calcio Italia di Roma, da cui lo preleva Giuseppe Brolis portandolo al Piacenza; esordisce in prima squadra nel campionato di Serie B 1988-1989, sotto la guida di Enrico Catuzzi e successivamente Attilio Perotti, collezionando 14 presenze. Dopo due stagioni interlocutorie in Serie C1, in cui viene frenato anche da problemi caratteriali e disciplinari, conquista il posto da titolare nel campionato di Serie B 1991-1992 con Luigi Cagni allenatore. Nella stagione 1992-1993 è titolare nella squadra che conquista per la prima volta la promozione in Serie A, diventando uno dei beniamini dei tifosi.
Debutta nella massima serie il 29 agosto 1993, contro il Torino, e a fine stagione colleziona 29 presenze con 3 reti, che non evitano la retrocessione degli emiliani. L'anno successivo, con 34 presenze e 4 reti, contribuisce al ritorno nella massima serie; a partire dalla stagione 1995-1996, tuttavia, trova meno spazio in campo, e nell'estate del 1997 lascia per la prima volta Piacenza trasferendosi in prestito in Serie B, al Pescara. Rientrato in Emilia, si trova chiuso nel suo ruolo da Giovanni Stroppa, e nell'autunno del 1998 viene ceduto definitivamente al Siena, militante in Serie C1.
Dalla stagione successiva gioca per quattro stagioni nel Castel di Sangro e quindi nella Pro Vercelli; a causa dei problemi economici del club piemontese, nel dicembre 2003 rescinde il contratto e ritorna nel Piacentino, tra i dilettanti, vestendo la maglia della Pontolliese Libertas. In seguito milita anche nel River Club (assumendo anche il compito di allenatore-giocatore) e Bobbiese, sempre nei campionati dilettantistici piacentini. Nell'agosto 2012, ormai quarantunenne, passa al Pro Piacenza, formazione di Seconda Categoria, dove nel gennaio 2013 assume il doppio incarico di allenatore e giocatore.

## Dopo il ritiro
Nel 2007 viene candidato come consigliere comunale a Piacenza da Forza Italia.
Dal luglio 2013 diventa responsabile del settore giovanile dell'Atletico BP Pro Piacenza, poi ridenominato Pro Piacenza e militante in Serie D. Nel luglio 2018 diventa responsabile tecnico del settore giovanile del Piacenza, incarico che lascia due anni più tardi.
Nel marzo 2021 fonda a Piacenza l'Academy Moretti, società di esclusivo settore giovanile in collaborazione con la società dilettantistica Lyons Quarto. Nel marzo 2022 diventa allenatore del Vigolzone, squadra piacentina del campionato di Prima Categoria.

## Palmarès
- Campionato italiano di Serie B: 1

Piacenza: 1994-1995
- Campionato italiano Serie C1: 1

Piacenza: 1990-1991